# Falsistrellus mordax
Falsistrellus mordax (Peters, 1866) è un pipistrello della famiglia dei Vespertilionidi endemico dell'isola di Giava.

## Descrizione

### Dimensioni
Pipistrello di piccole dimensioni, con la lunghezza della testa e del corpo tra 47 e 56 mm, la lunghezza dell'avambraccio tra 40 e 42 mm, la lunghezza della coda tra 37 e 42 mm, la lunghezza del piede tra 6 e 9 mm e la lunghezza delle orecchie tra 14 e 16 mm.

### Aspetto
Le parti dorsali sono color ruggine, mentre le parti ventrali sono bruno-nerastre. Le punte dei peli sono ovunque più chiare, donando alla pelliccia un aspetto brizzolato. La groppa è più giallo-brunastra. Le orecchie sono lunghe, strette e ben separate tra loro. Il trago è di medie proporzioni. Le membrane alari sono attaccate posteriormente alla base delle dita dei piedi. La coda è lunga e si estende oltre l'uropatagio. La cartilagine terminale del quarto dito della mano si divide in due a formare una T.

## Biologia

### Alimentazione
Si nutre di insetti.

## Distribuzione e habitat
Questa specie è endemica dell'isola di Giava. Il suo inserimento nella fauna cinese è un errore.
Vive nelle foreste primarie. 

## Conservazione
La IUCN Red List, considerato che ci sono poche notizie circa il suo areale, la popolazione, l'ecologia e le eventuali minacce, classifica F.mordax come specie con dati insufficienti (DD).